# Tholera deaurata
Tholera deaurata là một loài bướm đêm trong họ Noctuidae.